# Generał pułkownik służby intendenckiej

Pagon na mundurze paradnym

Generał pułkownik służby intendenckiej (ros. Генерал-полковник интендантской службы) – stopień wojskowy w korpusie wyższych oficerów służby intendentury w Siłach Zbrojnych ZSRR w latach 1940 - 1984; wyższy od stopnia generała porucznika służby intendenckiej, niższy zaś od generała armii.